# ترنگبین

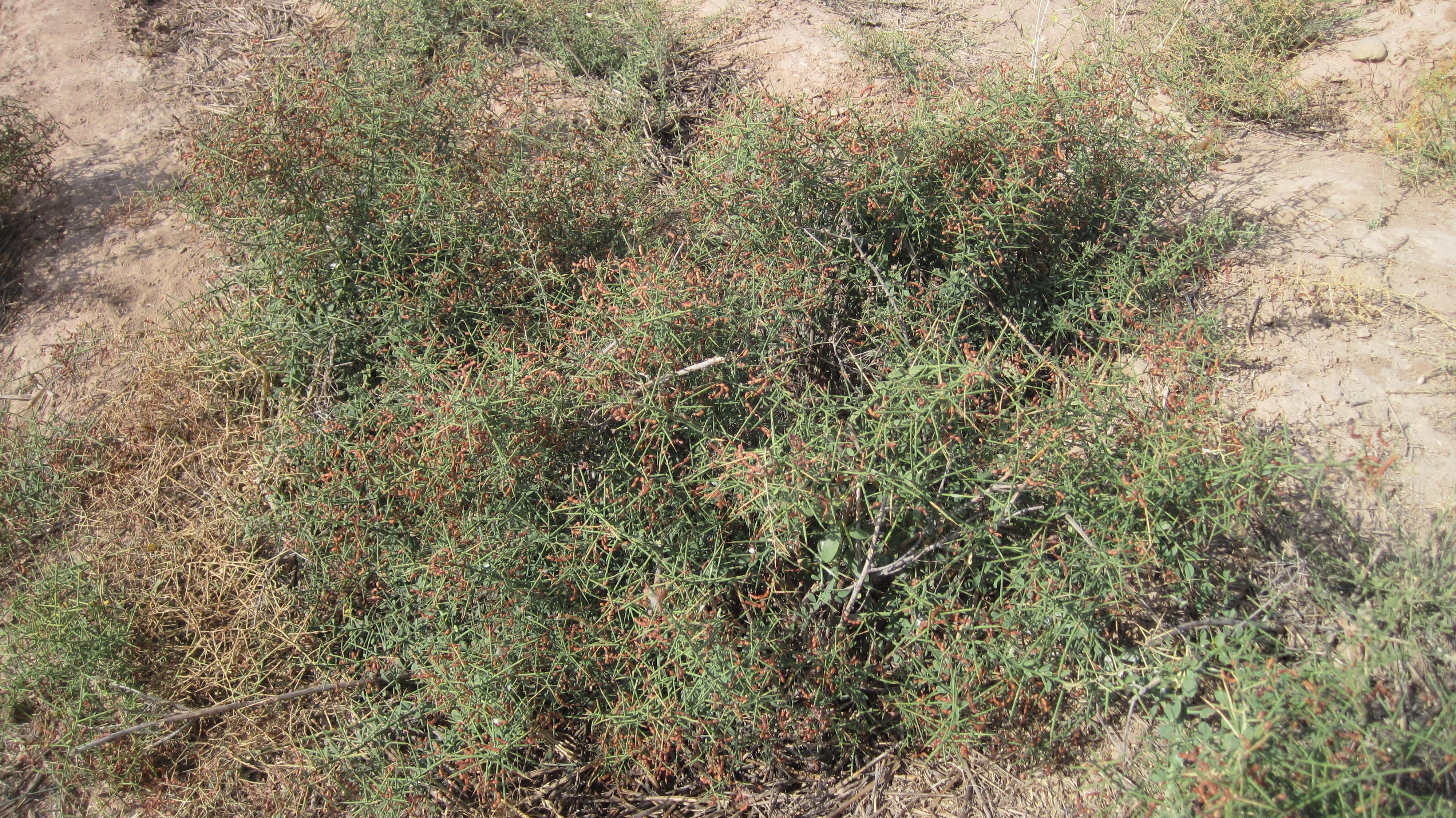
ترنجبین یا خارانگبین (خرنگوی)از پوشش گیاهی روستای زالی ۱۳۹۱

ترنگبین، ترانگبین یا (به عربی ترنجبین) یا خارانگبین ، شیرابه‌های برگ و ساقه‌های گیاه خارشتر است که از نظر خواص ملین بوده و جوشانده آن برای سرفه و درد سینه مفید است. آن را به فرانسوی Manne d’hedysarum و Manne d’alhagi و Manne de perse و به انگلیسی Manna of hedysarum و به عربی "ترنجبین" می‌نامند. 
ماده‌ای است شیرین که به صورت شبنم روی گیاه حاج یا خاربز یا خارشتر (با نام علمی Alhagi maurorum) می‌نشیند. در یک بررسی که توسط مرکز تحقیقات کشاورزی و منابع طبیعی خراسان انجام شد، مشاهده شد که این شیرابه‌های قندی در نتیجه عمل حشره‌ای به‌طور طبیعی و با ایجاد شکاف به خارج تراوش می‌شود.

## پراکندگی جغرافیایی
گیاه خارشتر درختچه یا بوته خاری است که در بیابان‌ها و دشت‌های کم ارتفاع ایران مانندتربت جام و گناباد و  شهرستان کوهسرخ استان خراسان رضوی در روستای دهمیان ، لرستان تبریز، زرند کرمان، یزد، اطراف قم و بوشهر به‌طور خودرو فراوان دیده می‌شود.
سابقاً از ترنجبین در کارخانجات ساده قندگیری به‌طور سنتی قند می‌گرفتند، ولی بعدها چون فروش ترنجبین از نظر دارویی بازار بهتری پیدا کرد، آن را فقط به عنوان دارو می‌فروشند.

## ترکیبات
ترنجبین حاوی ترکیبات قندی مختلفی چون گلوکز و فروکتوز، ساکاروز و تری ساکارید است که به راحتی در آب حل می‌شود.

## خواص دارویی
ترنجبین گاهی جهت شیرین کردن جوشانده گیاهی استفاده می‌شود که معمولاً اگر به همراه فلوس استفاده شود خاصیت عفونت زدایی دارد.درایران ترنجبین را برای درمان زردی نوزادان استفاده میکنند ازدیگر خواص این دارو تب بر بودن آن است که به علت طعم شیرینش خوراندن آن به کودکان خردسال آسانتر است. مصرف ترنجبین در نوزادان که به‌طور سنتی برای درمان زردی صورت می‌گیرد می‌تواند منجر به اسهال و از دست دادن آب بدن نوزاد و بروز کم‌آبی در شیرخواران گردد. بنابراین توصیه می‌شود در صورتی که استفاده از این ماده برای درمان زردی نوزادان صورت می‌گیرد از استفاده خودسرانه خودداری به عمل آید و درمان با ترنجبین حتماً زیر نظر پزشک متخصص طب سنتی یا پزشک عمومی دوره دیده طب سنتی انجام گردد.